# Tijeras de hojalatero

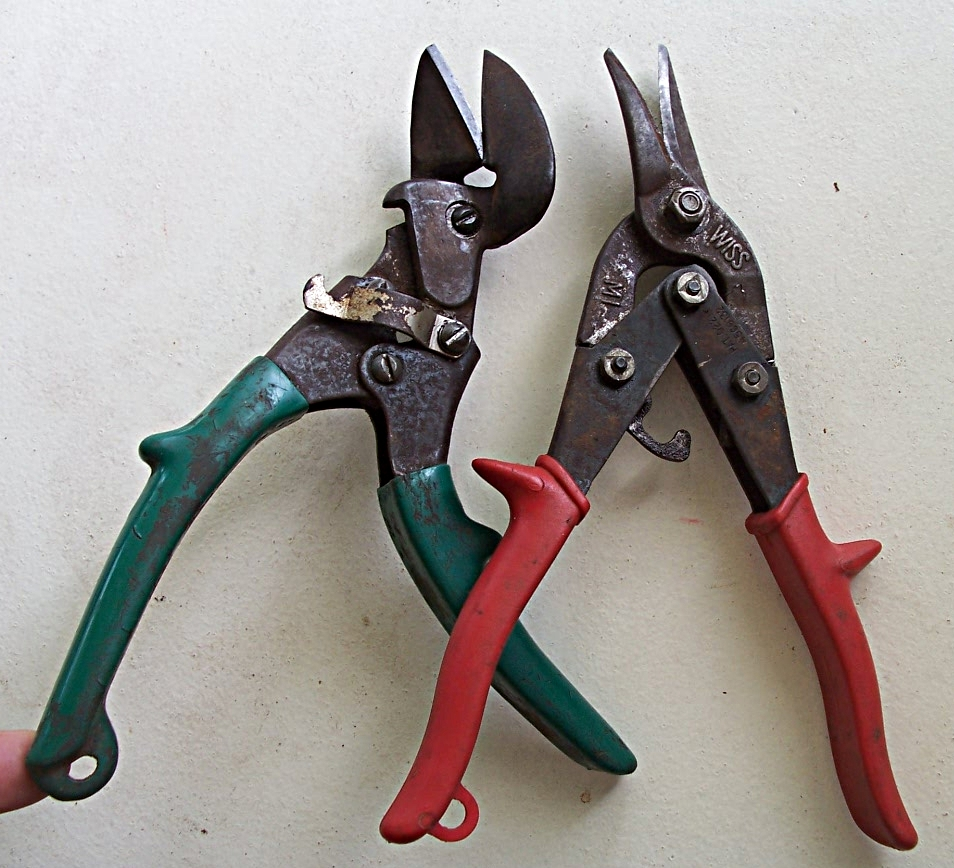
Dos tipos de tijeras de hojalatero.

Las tijeras de hojalatero o tijeras cortachapa son la herramienta que se usa para cortar delgadas o gruesas (depende de las tijeras) láminas metálicas de la misma forma que unas tijeras comunes cortan el papel u otros objetos que sean finos y poco resistentes (corta máximo 0.5 mm-0.05 cm)
Existen tres tipos diferentes: corte recto, corte zurdo y corte diestro. Las de corte recto (habitualmente de color amarillo) seccionan en línea recta, las de corte zurdo (de color rojo) trozan el material en sentido curvo hacia la izquierda y las de corte diestro (generalmente de color verde), recortan con cierta desviación hacia la derecha. 
También se pueden  
- Tijera
- Tijera de aves

- Datos: Q616875
- Multimedia: Snips / Q616875